# Euprotomicrus bispinatus
El tiburón pigmeo (Euprotomicrus bispinatus), es una especie de tiburón de la familia Dalatiidae y el único miembro del género Euprotomicrus. Es el segundo tiburón más pequeño del mundo, siendo solo superado por el tiburón linterna enano (Etmopterus perryi). Mide aproximadamente 25 cm las hembras y cerca de 22 cm los machos.
El tiburón pigmeo es ovovivíparo, y produce alrededor de 8 crías en cada camada.